# Crișana

Crișana i Rumänien (orange färg). Den ljusare nyansen markerar de områden som ibland räknas till Transsylvanien.

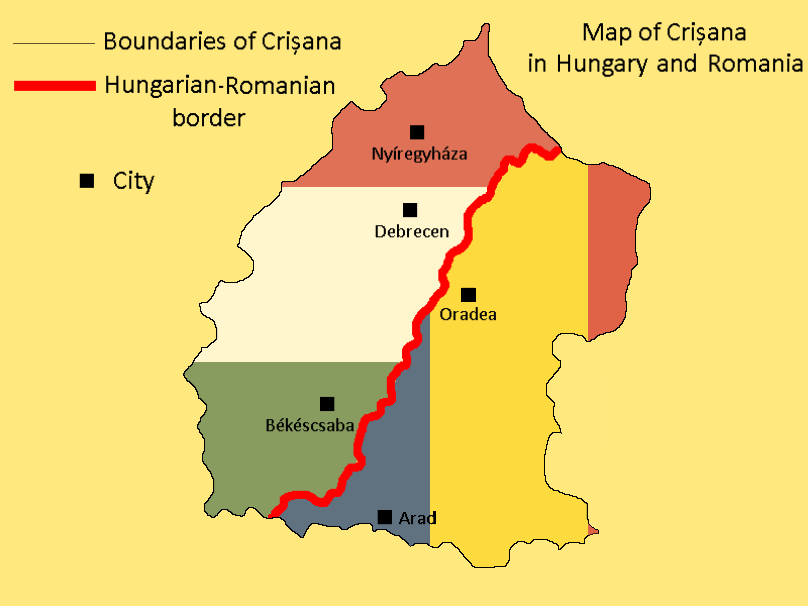
Karta över Crișana i Ungern och Rumänien.

Crișana (ungerska: Körösvidék, tyska: Kreischgebiet) är ett historiskt landskap i gränsområdet mellan Rumänien och Ungern. Namnet kommer ifrån floden Criș (ungerska: Körös) och dess tre biflöden Crișul Alb, Crișul Negru och Crișul Repede.
I Rumänien omfattar Crișana länet Bihor samt delar av länen Arad, Hunedoara, Satu Mare och Sălaj. Det räknas ibland, tillsammans med Banatet och Maramureș, som en del av Transsylvanien.